# Суат Мамат
Суат Ісмаїл Мамат (тур. Suat İsmail Mamat, 8 листопада 1930, Стамбул — 3 лютого 2016, там само) — турецький футболіст, що грав на позиції нападника, зокрема, за клуби «Галатасарай» та «Бешикташ», а також національну збірну Туреччини. По завершенні ігрової кар'єри — тренер.
Чотириразовий чемпіон Туреччини. Дворазовий володар Кубка Туреччини. 

## Клубна кар'єра
У футболі дебютував 1949 року виступами за команду «Анкара Демірспор», в якій провів три сезони. 
Своєю грою за цю команду привернув увагу представників тренерського штабу клубу «Галатасарай», до складу якого приєднався 1952 року. Відіграв за стамбульську команду наступні дванадцять сезонів своєї ігрової кар'єри. Більшість часу, проведеного у складі «Галатасарая», був основним гравцем атакувальної ланки команди. У складі «Галатасарая» був одним з головних бомбардирів команди, маючи середню результативність на рівні 0,34 голу за гру першості. За цей час двічі виборював титул чемпіона Туреччини.
1964 року уклав контракт з клубом «Бешикташ», у складі якого провів наступні чотири роки своєї кар'єри гравця.  Граючи у складі «Бешикташа» також здебільшого виходив на поле в основному складі команди.
Завершив професійну ігрову кар'єру у клубі «Вефа», за команду якого виступав протягом 1968—1969 років.

## Виступи за збірну
1954 року дебютував в офіційних матчах у складі національної збірної Туреччини. Протягом кар'єри у національній команді провів у її формі 27 матчів, забивши 4 голи.
У складі збірної був учасником чемпіонату світу 1954 року у Швейцарії, де зіграв з ФРН (1-4) і Південною Кореєю (7-0).

## Кар'єра тренера
Розпочав тренерську кар'єру 1969 року, очоливши тренерський штаб клубу «Баликесірспор».
Протягом тренерської кар'єри також очолював «Кайсері», «Різеспор», «Зонгулдакспор», «Кіріккалеспор» і «Мерсін Ідманюрду». З двома останніми клубами вигравав другий дивізіон чемпіонату Туреччини і піднімався до вищого.
Останнім місцем тренерської роботи був клуб «Еюпспор», головним тренером команди якого Суат Мамат був протягом 1992 року.
Помер 3 лютого 2016 року на 86-му році життя у місті Стамбул.

## Титули і досягнення
- Чемпіон Туреччини (4):

«Галатасарай»: 1961—1962, 1962—1963
«Бешикташ»: 1965—1966, 1966—1967
- Володар Кубка Туреччини (2):

«Галатасарай»: 1962—1963, 1963—1964